# Знесірчення вугілля
Знесірчення вугілля — процес або група процесів, спрямованих на зменшення вмісту сірки у вугіллі.
Ефективність З.в. визначається складом і розподілом сполук сірки. У вугіллі присутні неорганічна (в осн. дисульфіди заліза — пірит, марказит, з невеликою к-стю сульфатів), іноді елементарна сірка і органічні сполуки. Вугілля класифікують в залежності від вмісту загальної сірки на низькосірчисте (до 1,5 %), середньосірчисте (1,5-2,5 %), сірчисте (2,5-4 %) і високосірчисте (понад 4 %).
При вмісті сірки в межах цих груп співвідношення між неорганічною і органічною сіркою приблизно постійні для вугілля одного родовища. У малосірчистому вугіллі переважає сірка органічна. При термообробці вугілля сірка розподіляється між твердими (рідкими) і газоподібними продуктами.
При газифікації і спаленні вугілля осн. к-ть сірки переходить в газоподібні сполуки. Напівкоксування і коксування характеризуються меншим ступенем видалення сірки у вигляді газоподібних продуктів (до 35-45 % від початкової к-сті).
Для З.в. застосовують гравітаційне, магнітне, електричне збагачення та фіз.-хім. і біол. методи (флотацію, масляну аґломерацію, бактерійне вилуговування), а також поєднання цих методів. Фіз. методи забезпечують зниження вмісту сірки на 10-60 % в концентратах, переважно за рахунок видалення піритної сірки. Хім. методи, основані на дії окиснюючих і рідше відновних аґентів. Вони переводять сірку в газоподібні або розчинні у воді продукти.